# Divi-Dead
Divi-Dead (també conegut com a Divi Dead) és un videojoc eròtic (eroge) del 1998 per a ordinador d'aventures, terror i bishojo. Fou desenvolupat per C-Ware i Himeya Soft. del tipus novel·la visual. És un videojoc on es fa referència explícita a H.P. Lovecraft i on apareixen escenes violentes.
A Gamestop fou criticat negativament el sistema de navegació.